# Aleksandra Cotti
Aleksandra Cotti (San Giovanni in Persiceto, 1988. december 13. –) olasz válogatott vízilabdázónő, a Rapallo Pallanuoto bekkje.

## Nemzetközi eredményei
- Európa-bajnoki 4. hely (Zágráb, 2010)
- Világliga ezüstérem (Tiencsin, 2011)
- Világbajnoki 4. hely (Sanghaj, 2011)
- Európa-bajnok (Eindhoven, 2012)
- Olimpiai 7. hely (London, 2012)
- Világliga 6. hely (Peking, 2013)
- Világbajnoki 10. hely (Barcelona, 2013)
- Világliga 7. hely (Sanghaj, 2015)
- Európa-bajnoki bronzérem (Belgrád, 2016)
- Világliga 5. hely (Sanghaj, 2016)